# Economia do Iémen
O Iêmen é um país com receitas reduzidas, que é altamente dependente da exportação de reduzidas jazidas de petróleo, o qual é responsável por 25% do produto interno bruto e 70% das rendas governamentais. É, no entanto, o país mais pobre do Médio Oriente. A agricultura é favorecida por ser a única região da península árabe com chuvas regulares.
O país tem tentado contornar os efeitos do declínio das jazidas diversificando a economia a partir de um programa de reformas iniciado em 2006 destinado a setores não petrolíferos e à atração de investimentos estrangeiros. Em outubro de 2009 o país exportou pela primeira vez gás natural liquefeito, como primeiro resultado deste programa de diversificação. Em janeiro de 2010 a comunidade internacional estabeleceu o programa Parceiros do Iêmen, para apoiar os esforços de diversificação econômica, e em agosto do mesmo ano, o Fundo Monetário Internacional aprovou um programa de ajuda ao país de 370 milhões de dólares em três anos. Apesar destas iniciativas ambiciosas, o país continua a enfrentar programas em longo prazo, incluindo a escassez de água e o elevado crescimento populacional.
A expulsão de mais de um milhão de trabalhadores iemenitas da Arábia Saudita durante a Guerra do Golfo, em 1990 teve como consequência um acentuado declínio económico.
IDH: 0,449; 149°/174.
Dívida pública: 93% do produto nacional bruto.